# Mariä Himmelfahrt in Schönau (Tuntenhausen)

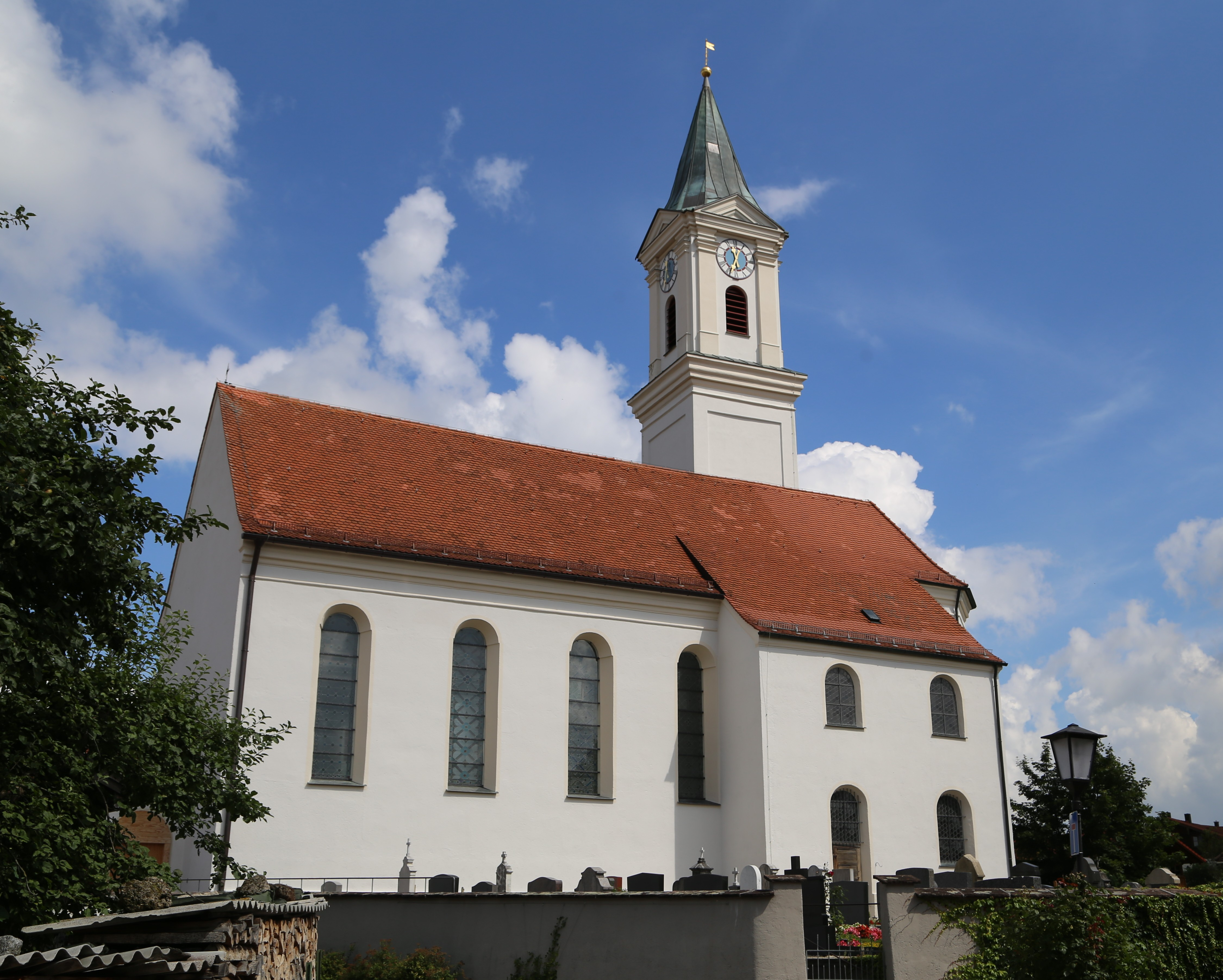
Mariä Himmelfahrt in Schönau in Tuntenhausen

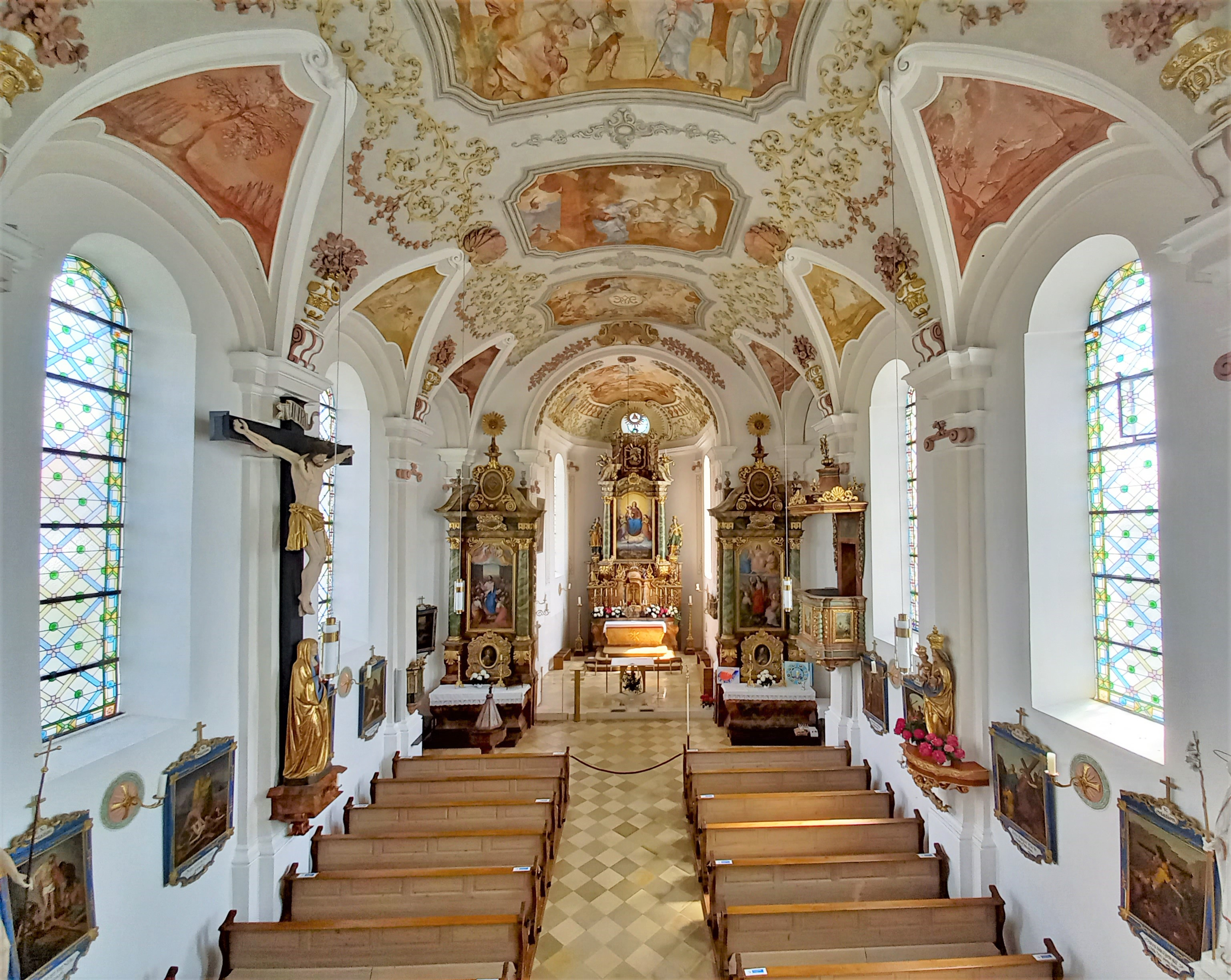
Innenansicht

Die römisch-katholische Pfarrkirche Mariä Himmelfahrt steht in Schönau, einem Gemeindeteil von Tuntenhausen im oberbayerischen Landkreis Rosenheim. Sie ist in der Liste der Baudenkmäler in Tuntenhausen als Baudenkmal unter der Nr. D-1-87-179-56 eingetragen. Die Kirche gehört zum Dekanat Rosenheim im Erzbistum München und Freising.

## Beschreibung
Die barocke Saalkirche wurde am Anfang des 18. Jahrhunderts neu erbaut. Sie besteht aus dem Langhaus zu fünf Jochen, dem eingezogenen, dreiseitig geschlossenen Chor im Osten, dessen mittelalterliche Mauern weiterverwendet wurden, dem Chorflankenturm mit ebenfalls aus dem Mittelalter stammenden unteren Geschossen an der Nordwand des Chors, der Sakristei mit einem Oratorium im Obergeschoss vor dem östlichen Joch des Langhauses und der Südwand des Chors und einem Vorbau mit dem Portal vor der westlichen Fassade des Langhauses. Der Chorflankenturm wurde im 19. Jahrhundert mit einem Geschoss mit Pilastern an den Ecken aufgestockt, das die Turmuhr und den Glockenstuhl enthält. Darauf sitzt ein spitzer Helm.
Der Innenraum des Langhauses ist mit einem Stichkappengewölbe überspannt, der des Chors mit einem Spiegelgewölbe. Auf den 1726 ausgeführten Deckenmalereien sind die Verkündigung des Herrn und die Heimsuchung Marias dargestellt. Der am Ende des 17. Jahrhunderts gebaute Hochaltar wird von den Skulpturen der Maria Magdalena und der Katharina von Alexandrien flankiert. Auf dem Altarretabel ist ein Marienbildnis dargestellt, im Altarauszug Gott der Vater. Die zehnregistrige Orgel schuf 1837 Josef Wagner.